# Prigušenje
Prigušenje ili atenuacija je smanjenje vrijednosti neke fizikalne veličine (električnoga napona, električne struje, zvuka, svjetlosti i tako dalje). Nastaje prilikom prijenosa zvučnih ili elektromagnetskih valova kroz različita sredstva ili prolaskom kroz uređaje zbog pretvaranja dijela energije zvučnih ili elektromagnetskih valova u druge oblike energije. Za namjerno prigušenje, upotrebljavaju se prigušivači ili prigušnice najčešće u elektrotehnici i akustici.
Kada se sustav, pomaknut iz ravnotežnoga položaja, prepusti daljem gibanju, vibracije su slobodne prigušene ili su u idealnom slučaju neprigušene.

### Rezonantni sustav utega i opruge
Ovjesimo li uteg o prikladno učvršćenu oprugu, pomaknemo li zatim uteg iz ravnotežnog položaja i otpustimo ga, uteg će otpočeti periodičko gibanje tijekom kojeg će se naizmjence kinetička energija gibanja utega pretvarati u unutrašnju potencijalnu energiju opruge i obratno. Razmatanjem sila u rezonantnom sustavu utega i opruge dolazimo do sljedeće jednadžbe:
{\displaystyle m\cdot {\frac {d^{2}x}{dt^{2}}}+k\cdot x=0}
gdje je: m - masa utega, k - konstanta opruge, a x - pomak utega. Rješenje ove diferencijalne jednadžbe u stacionarnom stanju je periodička funkcija oblika:
{\displaystyle x(t)=A\cdot \sin(\omega t)\,}
koja se pojavljuje nakon probude, gdje je A - amplituda titranja, a
{\displaystyle \omega =2\cdot \pi \ \cdot f={\sqrt {\frac {k}{m}}}}
kružna frekvencija. Titrajni krug će, dakle, neprigušeno periodički zatitrati kružnom frekvencijom koja je određena veličinom mase utega i konstantom opruge. U stvarnosti valja uračunati određena prigušenja koja se javljaju u obliku trenja zraka (otpor sredstva) i energetskih gubitaka zbog promjene oblika opruge, te će stvarna rezonantna frekvencija biti nešto niža, a titranje će biti eksponencijalno prigušeno i ovisno o rezultantnom otporu trenja koji prouzrokuje energetske gubitke.

### Amortizer
Amortizer (franc. amortisseur: prigušivač, ublaživač) je naprava na motornim vozilima, zrakoplovima i strojevima koja služi za prigušivanje vibracija i ublaživanje udaraca, na primjer kada vozilo prelazi preko neravnina ili kada zrakoplov dodirne tlo prilikom slijetanja. Kao amortizeri služe opruge, gibnjevi, gumeni ulošci, hidraulični i pneumatični uređaji, a istražuju se i mogućnosti elektromagnetskih uređaja. Kod cestovnih motornih vozila, amortizer je dio sustava za oslanjanje kotača koji sprječava nekontrolirane vibracije opruge te odvajanje kotača od kolnika, pa znatno utječe na sigurnost vožnje. Najčešće je hidraulični ili teleskopski.